# Cylindropectus
Cylindropectus is een geslacht van kevers uit de familie van de loopkevers (Carabidae). De wetenschappelijke naam van het geslacht is voor het eerst geldig gepubliceerd in 1974 door Mateu.

## Soorten
Het geslacht Cylindropectus omvat de volgende soorten:
- Cylindropectus cyaneus Mateu, 1974
- Cylindropectus griseus Mateu, 1974